# O Grande Masturbador
O Grande Masturbador (1929) é um óleo sobre tela de Salvador Dalí e faz parte do período surrealista do artista. A pintura tem 110 cm x 150 cm e faz parte da galeria do Museu Nacional Centro de Arte Moderna e Contemporânea Reina Sofia, em Madrid.
A porção central da pintura possui um perfil de uma cabeça humana, com aspecto entorpecido voltada para baixo, trata-se de um autorretrato de Dalí. Um perfil similar, é visto em A Persistência da Memória, de 1931. Ambos os rostos representados não possuem boca.
Na obra é possível reparar que os elementos com consistência de pele são fundidos com textura de pedra, agravando a percepção lógica do observador em identificar o que é sólido e o que tem consistência fluida. Essa ambiguidade é associada à transformação do sujeito, que se culpa por sentir desejo, o reprimindo, resultando e um congelamento das emoções e vontades.

## Sobre a obra
O Grande Masturbador foi pintado depois de Dalí conhecer Gala Éluard, ela é a personagem que se manifesta em sua cabeça e ruma em direção às genitálias da estátua, que tem os joelhos machucados. O movimento da mulher é o afastamento dela em relação ao artista. Além disso, Gala, na obra, caracteriza a dualidade entre o prazer e a realidade, ou seja, a inquietação por ter um desejo que entra em conflito com o socialmente estabelecido.
Já no grande rosto, a ausência da boca significa os desejos e impedimentos vividos pelo personagem, estudados pela teoria da psicanálise. No lugar dela há um gafanhoto dependurado, o inseto tem a região do órgão genital infestada por formigas, que estão ligadas à ideia de putrefato, que abre margem para a interpretação de que elas estão sobre algo agravado. Entre as figuras principais (Dalí e Gala) há um leão exibindo a língua, ele representa a paixão.
O casal se abraçando logo abaixo do gafanhoto faz alusão ao sentimento de culpa, e é o ponto chave da pintura de Dalí. A mulher tem metade do corpo já transformado em rocha, e compõe a trágica narrativa de duas pessoas se abraçando, enquanto uma delas está se tornando uma pedra. O pesar do autorretrato ainda é representado pelas pedras empilhadas na parte de trás de sua cabeça, e simboliza a ânsia pelo equilíbrio.
Toda a obra é uma narrativa sobre os conflitos da mente causados pela bipolaridade: prazer e princípio da realidade,  e representa as atitudes conflituosas do pintor em relação ao ato sexual. Em sua juventude, seu pai lhe deu um livro com fotos de pessoas sofrendo estágios avançados de doenças venéreas como forma de educá-lo. As fotos tanto o fascinaram quanto o assombraram e o pintor continuou associando o sexo à purificação e à decadência ao longo de sua fase adulta.